# 고수 (불교)
고수(苦受, 산스크리트어: duḥkha-vedanā 두카 베다나-, 팔리어: dukkhā-vedanā 둑카- 웨-다나-, 영어: unpleasant feeling)는 괴로운 느낌으로, 전통적인 표현으로는 불열(不悅)의 수(受)라 하는데, 대략적으로 말하자면, 마음(6식 또는 8식, 즉 심왕, 즉 심법)이 대상으로부터 괴로움(핍박, 스트레스)을 느끼는 것이다.
다음의 분류 또는 체계에 속한다.
- 고수 · 낙수 · 불고불락수의 3수(三受) 중 하나이다.
  - 이 경우, 고수는 신수 · 심수의 2수(二受) 중 신수(身受, 감각적 느낌, 신체적 느낌)에도 속하고 심수(心受, 정신적 느낌)에도 속한다.
- 고수 · 낙수 · 우수 · 희수 · 사수의 5수(五受) 중 하나이다.
  - 이 경우, 고수는 신수 · 심수의 2수(二受) 중 신수(身受, 감각적 느낌, 신체적 느낌)에만 속한다.

3수 중 고수를 신체적 괴로운 느낌과 정신적 괴로운 느낌으로 세분하여 각각 5수의 고수(괴로운 느낌)와 우수(슬픈 느낌)가 된다. 또한 3수 중 낙수를 신체적 즐거운 느낌과 정신적 즐거운 느낌으로 세분하여 각각 5수의 낙수(즐거운 느낌)와 희수(기쁜 느낌)가 된다.
신체적으로 괴로운 느낌이란 통증을 말한다. 예를 들어, 바늘에 찔리거나 병에 걸려 아픈 것을 말한다. 정신적으로 괴로운 느낌이란, 예를 들어, 사랑하는 사람이 여윈 모습을 보고 걱정이 되거나 마음이 아픈 것을 말한다.

## 정의
세친의 《대승오온론》 등에 따르면, 고수(괴로운 느낌)의 정의는 어떤 대상을 만났을 때 헤어지고 싶어하는 느낌이다. 즉, 만나고 싶어하지 않는 느낌이다. 달리 말하여, 고수(괴로운 느낌)는 마음에 들지 않는[不可意] 대상을 만났을 때 가지게 되는 느낌이다. 그리고 불교에 따르면, 마음에 드는 대상 또는 마음에 들지 않는 대상을 만나는 것은 인과법칙 즉 업과 업의 과보의 법칙 즉 연기법에 따른 것으로, 과거에 몸과 말과 뜻으로 지은 불선한(해로운) 행위로 인해 불선한(해로운) 업이 쌓이고 이 업으로 인해 마음에 들지 않는 대상과 만나게 된다.

## 엄밀한 정의
대략적으로 말하자면, 괴로운 느낌이란 마음이 대상으로부터 괴로움을 느끼는 것이라고 말할 수 있지만,
엄밀히 말하자면, 마음이 괴로운 느낌을 느끼는 것이 아니라 마음이라는 별개의 개체[法]가 괴로운 느낌이라는 별개의 개체와 함께한 것, 즉, 두 개의 별개의 개체가 상응한 것이다. 불교 교의에 따르면, 무언가를 느끼는 것은, 느낌[受] 그 자체가 느낄[受] 뿐 따로 소유자가 있어 느끼는 것이 아니다. 그리고 이 느낌을 마음이 알아차림으로써, 즉, 이 느낌과 마음이 함께함으로써 느낌의 인식작용이 완성된다.
달리 말해, 인간은 색온 · 수온 · 상온 · 행온 · 식온의 5온으로 이루어져 있는데 색온(감각기관, 근)과 수온(느낌, 마음작용, 마음부수)과 식온(마음, 식)이 인식대상(경)과 화합할 때를, 즉, 4가지 조건 또는 인연이 만났을 때를 세간적인 표현 즉 엄밀한 표현이 아닌 일반적인 통용 표현으로 '무엇(인식대상)을 느낀다(색온+수온+식온)'고 말하는 것일 뿐이다.
정리하자먼, 괴로운 느낌이란 과거 불선한(해로운) 업의 과보로서 마음에 들지 않는 대상을 만나 저절로 일어나는 느낌이다. 그리고 괴로운 느낌은 괴로운 경험 속에서만 존재하는데, 괴로운 경험이란 ① 마음에 들지 않는 대상(경)과 ② 그 대상과 만나게 된 몸(색온)과 ③ 그 대상을 만나 저절로 일어난 괴로운 느낌(수온)과 ④ 그 괴로운 느낌에 대한 앎(식온)이 화합하고 있는 현상이다.

## 신체적인 괴로움과 정신적인 괴로움
불교에 따르면, 모든 마음은 반드시 느낌[受]을 동반한다.(참고: 변행심소, 대지법) 즉, 크게 느낌을 세 가지로 구분할 때의 고수(괴로운 느낌) · 낙수(즐거운 느낌) · 불고불락수(괴롭지도 즐겁지도 않은 느낌, 무덤덤한 느낌, 그저 그런 느낌)의 3수(三受) 중 어느 하나와 반드시 상응한다. 또는, 3수를 더 세분한 고수(신체적으로 괴로운 느낌) · 낙수(신체적으로 즐거운 느낌) · 희수(정신적으로 즐거운 느낌) · 우수(정신적으로 괴로운 느낌) · 사수(정신적으로 괴롭지도 즐겁지도 않은 느낌, 나아가 고급한 형태의 균형의 느낌)의 5수(五受) 중 어느 하나와 반드시 상응한다.
3수의 고수를 5수의 고수와 우수로 세분한 이유는 다음과 같다. 과거의 업이 해로운(불선) 업일 때, 마음에 들지 않는 대상 즉 괴로운 대상과 만나게 된다. 이 때 전5식 중 신식은 다른 네 가지 안식 · 이식 · 비식 · 설식이 평온 즉 괴롭지도 즐겁지도 않은 느낌 즉 사수와 함께하는 것과는 달리 신체적인 고통의 느낌과 함께한다. 즉 통증을 느낀다.(참고: 해로운 과보의 마음) 말하자면, 눈(안근)의 통증이란 눈(안근)이 느끼는 통증이 아니라 몸(신근)이 느끼는 통증이다. 그렇기 때문에 괴로운 대상과 만났을 때 안식 · 이식 · 비식 · 설식과 함께하는 괴로움은 신체적인 것이 아니라 정신적인 것이다. 예를 들어, 만나기 싫은 사람을 보게 되어 괴로운 느낌(피하고 싶은 느낌)이 들었을 때, 봄(안식)은 신체적인 것 즉 감각적인 것이지만 이 봄(안식)과 함께 일어나는 괴로움은 정신적인 것이다. 즉, 고수가 아니라 우수이다. 전통적으로, 고수 즉 신체적인 괴로움을 '괴로움'(팔리어: dukkha 둑카, 영어: pain)이라고 이름하고 우수 즉 정신적인 괴로움을 '슬픔'(팔리어: domanassa 도-마낫사, 영어: displeasure)이라고 이름한다.
그리고 6식 중 제6의식은 그 자체가 순전히 정신적인 것이므로 제6의식과 함께하는 괴로움도 정신적인 것이다. 즉, 고수가 아니라 우수이다.

## 같이 보기
- 고 (불교)
- 수 (불교)
- 3수
- 5수
- 6수
- 5온#수온
- 십이연기설#(7) 수(受)
- 수념처
- 해로운 마음